# Thập niên 750 TCN
Thập niên 750 TCN hay thập kỷ 750 TCN chỉ đến những năm từ 750 TCN đến 759 TCN.

## Sự kiện
756 TCN — Sự thành lập của Cyzicus .
755 TCN— Ashur-nirari V kế vị Ashur-Dan III làm vua của Assyria
755 TCN— Aeschylus , Vua của Athens , qua đời sau 23 năm trị vì và được kế vị bởi Alcmaeon .
753 TCN— Alcmaeon , Vua của Athens , chết sau 2 năm trị vì. Ông được thay thế bởi Charops , được bầu là Archon với nhiệm kỳ 10 năm.
753 TCN — Thành phố Rome và Vương quốc La Mã được cho là được thành lập, theo truyền thống La Mã, và được cai trị bởi vị vua đầu tiên của Rome, Romulus . Khởi đầu của lịch ' Ab urbe condita ' của người La Mã . La Mã áp dụng bảng chữ cái Etruscan , mà chính người Etruscan đã áp dụng từ người Hy Lạp . Được thiết lập bởi Varro , đây là ngày phổ biến nhất được sử dụng.
752 TCN— Romulus , vị vua đầu tiên của La Mã , kỷ niệm chiến thắng đầu tiên của người La Mã sau chiến thắng trước Caeninenses , sau vụ Hiếp dâm phụ nữ Sabine . Anh ta ăn mừng một chiến thắng nữa vào cuối năm qua Antemnates .
750 TCN - Người và Nhân mã , có lẽ từ Olympia , được tạo ra. Hiện nó đang ở Bảo tàng Nghệ thuật Metropolitan , New York .
750 TCN - Người Hy Lạp thành lập thuộc địa ở Ý và Sicily .
750 TCN - Tấn Văn hầu giết Chu Huề vương .
750 TCN - 700 TCN— Funerary Vase ( Krater ), từ Nghĩa trang Dipylon , Athens , được chế tạo. Được phân bổ cho xưởng Hirschfield . Hiện nó đang ở Bảo tàng Nghệ thuật Metropolitan , New York .

## Sinh
757 TCN, Trịnh Trang công
754 TCN, Trần Hoàn công , Trần Đà , Khúc Ốc Vũ công
753 TCN, Numa Pompilius
~750 TCN, Tống Thương công

## Mất
759 TCN: Tào Huệ bá
758 TCN: Sở Tiêu Ngao , Vệ Vũ công
757 TCN: Tào Mục công
755 TCN: Aeschylus , Ashur-dan III , Trần Bình công
753 TCN: Alcmaeon
750 TCN: Chu Huề vương